# Tavaresia barklyi
Tavaresia barklyi là một loài thực vật có hoa trong họ La bố ma. Loài này được (Dyer) N.E.Br. miêu tả khoa học đầu tiên năm 1903.